# Api Claudi Pulcre (cònsol 143 aC)
Api Claudi Pulcre (llatí: Appius Claudius Ap. f. Ap. n. Pulcher) va ser un magistrat romà. Era fill d'Api Claudi Pulcre, cònsol l'any 185 aC. Va ser salii, àugur i princeps senatus. La seva dona es deia Antístia.
Va ser elegit cònsol l'any 143 aC i, amb l'ambició de celebrar un triomf, va atacar els salasses, una tribu alpina, sense cap motiu. Al principi el van derrotar, però després, seguint les indicacions dels llibres sibil·lins, va obtenir la victòria. Tot i així, el senat li va refusar el triomf i llavors el va celebrar a les seves expenses. Quan un tribú el va voler baixar del carro, la seva filla Clàudia, verge vestal i inviolable, es va posar al seu costat per impedir-ho, fins a arribar al Capitoli.
L'any següent, el 142 aC va ser candidat a censor, però sense èxit, encara que més endavant va ocupar el càrrec, juntament amb Quint Fulvi Nobilior, probablement l'any 136 aC. Una de les seves filles, també anomenada Clàudia, es va casar amb Tiberi Semproni Grac, del que va ser partidari.
El 133 aC va ser comissionat per a la divisió de terres juntament amb Tiberi Semproni Grac i Gai Grac. Va ser un enemic permanent de Publi Escipió Emilià. Va morir poc després de l'assassinat de Tiberi Grac. Ciceró diu que el seu estil en l'oratòria era fluid i vehement.